# Manny Alexander
Manuel de Jesús Alexander (nacido el 20 de marzo de 1971 en San Pedro de Macorís) es un infielder dominicano que jugó en la Liga Mayor de Béisbol. Alexander ha jugado para los Orioles de Baltimore (1992-1993, 1995-1996), Mets de Nueva York (1997), Cachorros de Chicago (1997-1999), Medias Rojas de Boston (2000), Texas Rangers (2004) y Padres de San Diego (2005 -2006).

## Baltimore Orioles
Alexander fue firmado a los 16 años de edad como amateur por los Orioles de Baltimore el 4 de febrero de 1988.
Debutó en Grandes Ligas con los Orioles a la edad de 21 años el 18 de septiembre de 1992, durante una derrota de 12-4 por los Cerveceros de Milwaukee. Alexander apareció como reemplazo defensivo de Cal Ripken Jr. en la parte baja de la séptima entrada y se ponchó en su único turno al bate.
Es el único beisbolista activo que jugó con Cal Ripken Jr. en los Orioles cuando Ripken Jr. rompió el récord de Lou Gehrig de 2,130 juegos consecutivos, el 6 de septiembre de 1995.

## New York Mets
Alexander fue traspasado por los Orioles, junto con Scott McClain a los Mets de Nueva York por Héctor Ramírez, el 22 de marzo de 1997. Apareció en muchos juegos esa primavera, llegando a batear para .248 con dos jonrones y 14 carreras impulsadas, 11 bases robadas en 11 intentos, en 54 juegos con los Mets antes de ser nombrado el 14 de agosto como el jugador a ser nombrado más tarde en un canje anterior. Los Mets enviaron a Alexander, Lance Johnson y Mark Clark a los Cachorros de Chicago por Brian McRae, Mel Rojas, y Turk Wendell.

## Chicago Cubs
Alexander bateó para .293 con un jonrón y siete carreras impulsadas en 33 juegos con los  Cachorros de Chicago en sus seis semanas con el equipo en 1997. En 1998, bateó .227 en 108 juegos con Chicago, posteando un récord personal de cinco jonrones. En 1999, Alexander apareció en 90 juegos con los Cachorros y bateó .271, el promedio de bateo más alto de su carrera.
Su relativo éxito en la temporada regular no se tradujo en la postemporada, yéndose de 0-5 en dos juegos durante la Serie Divisional de la Liga Nacional de 1998 contra los Bravos de Atlanta.
Los Cachorros canjearon a Alexander el 12 de diciembre de 1999, a los Medias Rojas de Boston a cambio del jardinero Damon Buford.

## Boston Red Sox
Alexander bateó .211 con cuatro jonrones y 19 carreras impulsadas en 101 juegos con los  Medias Rojas en el 2000, su única temporada en Boston.
El 30 de junio de 2000, durante una parada de tráfico, la policía descubrió una botella de esteroides anabólicos y dos agujas hipodérmicas en un Mercedes-Benz, propiedad de Alexander quien se lo prestado al bat boy de equipo Carlos Cowart, un estudiante de secundaria. Cowart fue detenido por conducir sin licencia y por cargos anteriores de conducir  sin una licencia y por no querer detenerse con el llamado de la policía. La Policía del Estado de Massachusetts, inicialmente buscó los cargos de posesión de esteroides contra Alexander, pero  optó por retirarlos después de que los abogados del pelotero proporcionaran pruebas de que al menos cinco personas tuvieron acceso al vehículo. El nombre de Alexander apareció en el Informe Mitchell, publicado el 13 de diciembre de 2007, como resultado del incidente.

## Texas Rangers
Después de la temporada del 2000, y el incidente de esteroides, Alexander jugó con las filiales de ligas menores de los Marineros de Seattle, Yankees de Nueva York, y Cerveceros de Milwaukee - así como un breve periodo en México con el equipo Cafeteros de Córdoba - antes de ser adquirido por los Rangers de Texas el 24 de marzo de 2003. Pasó la temporada de 2003 en el sistema de ligas menores de los Rangers antes de regresar a las Grandes Ligas después de una ausencia de tres temporadas en el año 2004. Su regreso fue breve, sin embargo, como Alexander apareció en 21 juegos con Texas, bateando .238 (5 de 21) con tres carreras impulsadas y un par de dobles.

## San Diego Padres
Comenzó la temporada 2005 en las ligas menores antes de ser cambiado por los Rangers el 31 de agosto a los Padres de San Diego por el jugador de ligas menores Juan Jiménez.
Alexander apareció en 11 juegos con San Diego en 2005, bateando apenas .111 (2 de 18) con un doble, jugando cada posición dentro del cuadro al menos una vez. Fue puesto en libertad  al final de la temporada, pero volvió a firmar un  mes más tarde.
En 2006, Alexander se reportó tarde a los spring training con los Padres por problemas de visa en la República Dominicana. Al ingresar en el equipo, fue enviado al equipo Triple-A filial de San Diego, los Portland Beavers. Dividió la temporada 2006 entre Portland Beavers y Padres de San Diego, pero fue puesto en libertad por los Padres el 12 de octubre de 2006.
En 2007, Alexander asistió a los spring training con los Padres, pero no llegó a jugar en Grandes Ligas. Asignado al equipo de Triple-A los Portland Beavers por tercera temporada consecutiva, jugó sólo 7 partidos antes de ser liberado.

## Washington Nationals
Luego firmó un contrato de ligas menores con los Nacionales de Washington para jugar con su filial de Triple-A, los Columbus Clippers. Alexander se convirtió en agente libre de ligas menores al final de la temporada. En  una carrera de once temporada,  Alexander ha publicado un promedio de bateo de .231 con 15 jonrones y 115 carreras impulsadas en 594 partidos con seis equipos.

## Italia
En 2008, Alexander firmó para jugar con Telemarket Rimini en la Serie A1 de Italia. En su primera temporada en Italia, bateó .331 con 2 jonrones y 20 carreras impulsadas.
En 2009, firmó para jugar con los Caffè Danesi Nettuno en la Liga italiana de béisbol.

## Philadelphia Phillies
El 23 de julio de 2009, Alexander firmó un contrato de ligas menores con los Filis de Filadelfia.